# Fullini

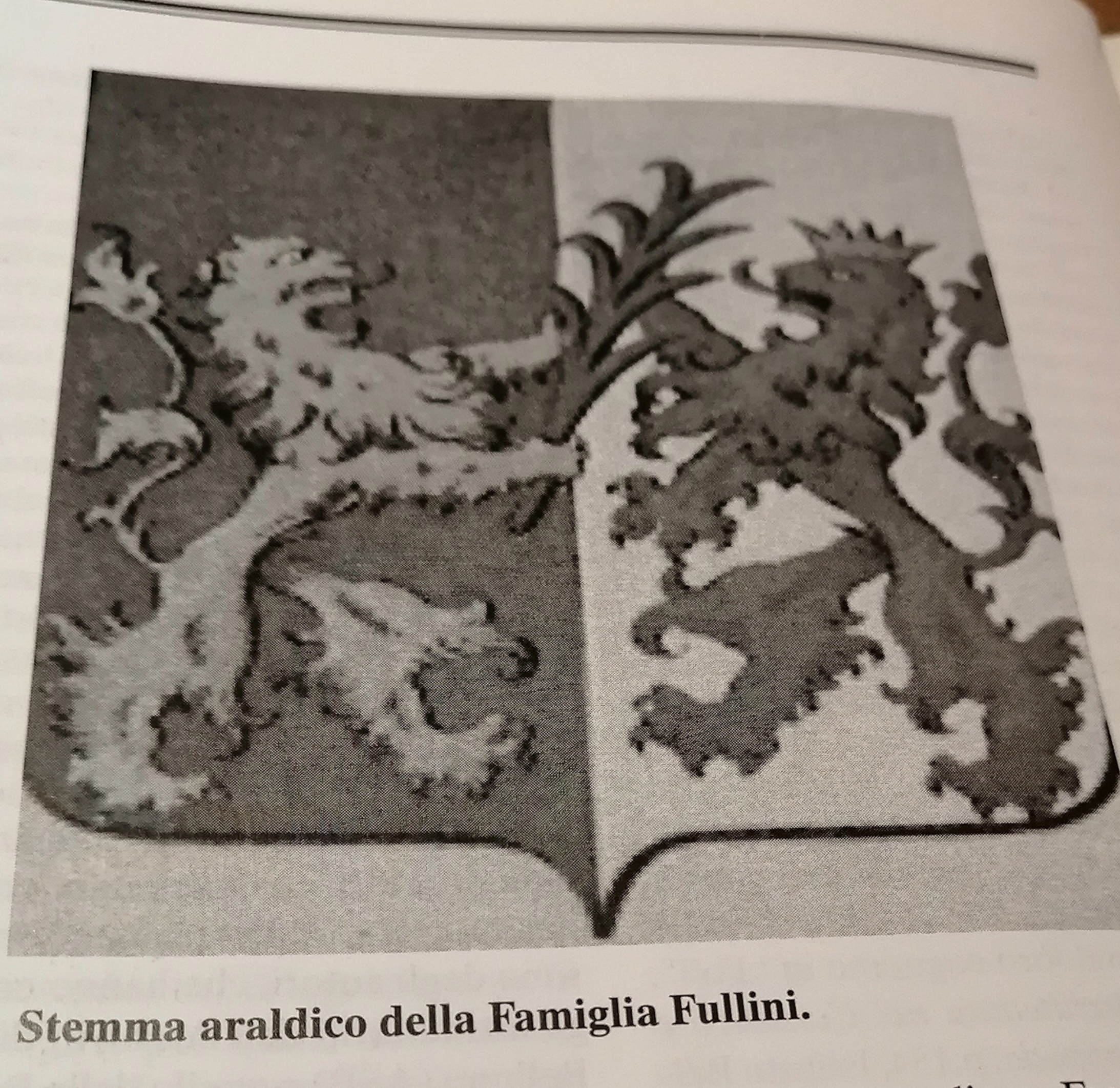
Stemma della famiglia Fullini

La famiglia Fullini (talvolta anche Fullin o Follin) è stata una famiglia nobile italiana di Polcenigo.

## Storia
Originari di Tambre d'Alpago (dove ancora oggi sopravvive il cognome nella sola variante tronca Fullin), si spostarono nella pianura friulana nel XVI secolo.
Dapprima mercanti e artigiani, si arricchirono con il commercio della lana e del legno e con la lavorazione della seta. Nella metà del XVII secolo, grazie al notevole incremento del loro patrimonio e soprattutto all'acquisto di alcuni feudi nobiliari abbandonati nella località di Faedis, richiesero alla Repubblica di Venezia di essere elevati al rango aristocratico e, tramite l'esborso di un lauto compenso, ottennero il titolo comitale – allora vacante – di conti di Cuccagna, Partistagno e Zucco. I primi a fregiarsi di tale titolo furono i tre fratelli Francesco, Giovanni Battista e Giovanni Giacomo, figli di Floriano Fullini.
Nel corso del Settecento e dell'Ottocento s'imparentarono, attraverso un'accorta politica matrimoniale, con importanti famiglie aristocratiche della zona (gli Antonini di Udine, i Diedo di Venezia, gli Edling di Gorizia, i Frangipane di Tarcento e Castelporpetto, i Pagani di Belluno, i Polcenigo dell'omonimo paese), come testimoniano numerosi documenti conservati nell'Archivio Storico della Biblioteca Civica di Vittorio Veneto, e furono a vario titolo coinvolti nel panorama culturale e religioso dell'epoca.

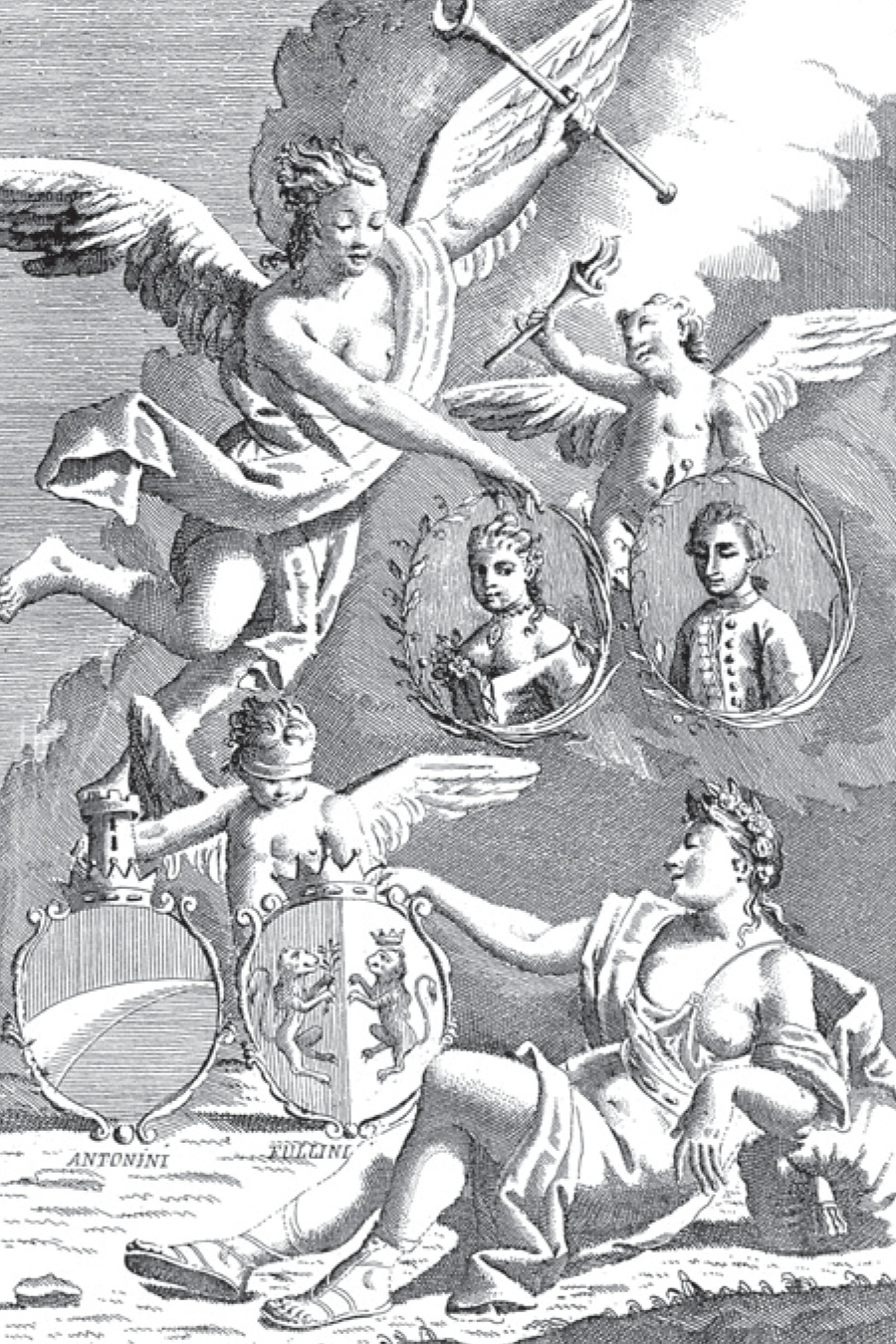
Illustrazione per le nozze del conte Giovanni Battista Fullini con la contessa Elisabetta Antonini (1769)

Nella piazza principale di Polcenigo costruirono, come loro dimora, un imponente palazzo in stile settecentesco veneziano (ora Palazzo Fullini-Zaia), decorato con affreschi e stucchi di notevole pregio, dove nel 1809 fu anche ospitato il principe Eugenio di Beauharnais. Un altro palazzo monumentale fu da loro edificato a Pieve d'Alpago (oggi noto come Villa Falin), annoverato nel catalogo delle Ville Venete. I membri più illustri della casata furono sepolti nella Chiesa di San Giacomo a Polcenigo, nella quale la famiglia aveva fatto erigere l'altare di Sant'Anna, la cui pala, raffigurante la Natività della Vergine, fu realizzata dal pittore Egidio Dall'Oglio. 

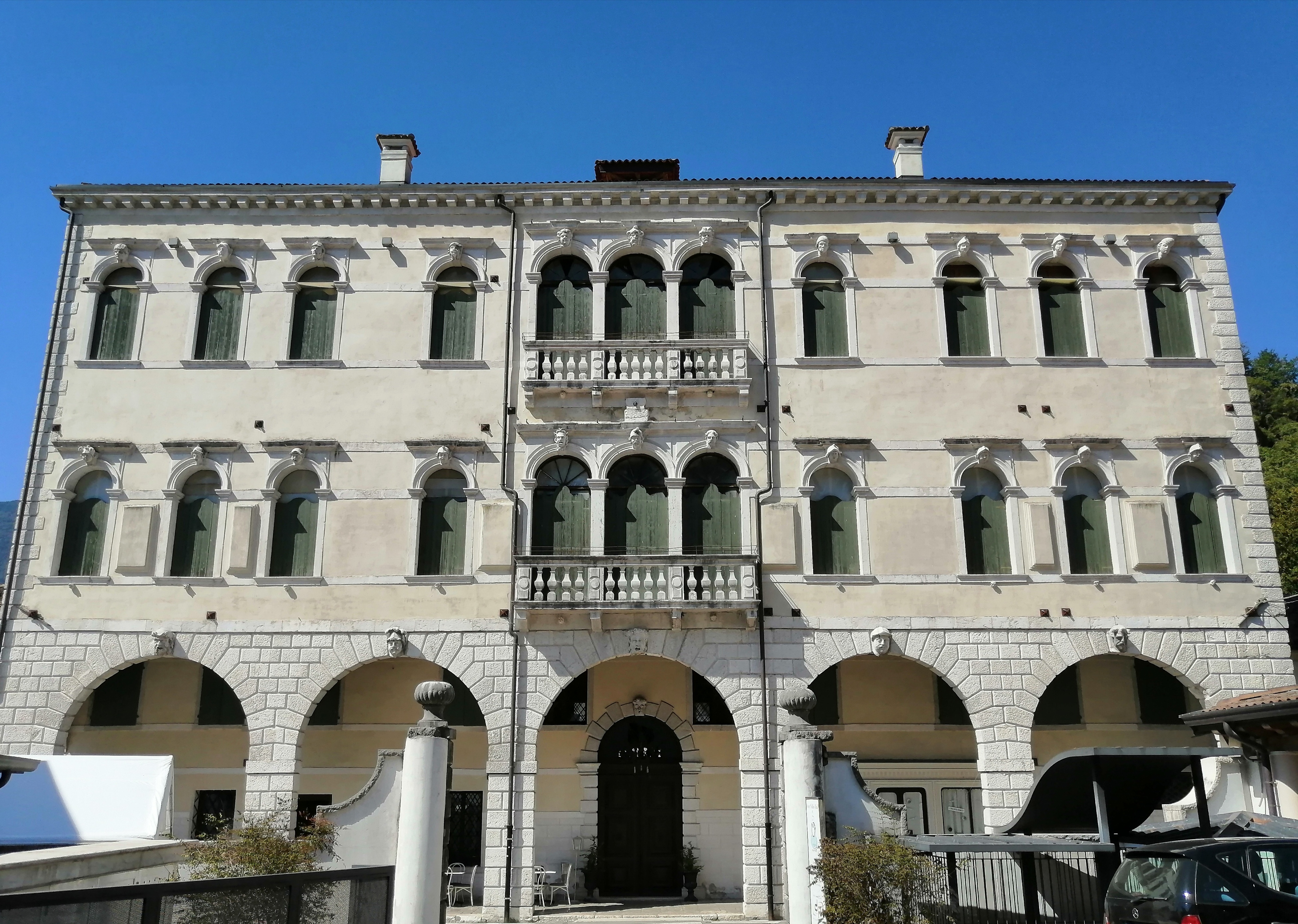
Palazzo Fullini-Zaia, Polcenigo

Si estinsero nel 1881 con la morte a Ceneda del conte mons. Alessandro Niccolò Giuseppe Antonio Fullini, canonico della cattedrale di Belluno, che per oltre un decennio fu arcidiacono della chiesa abbaziale di Agordo (di cui promosse il restauro) e che nel 1866, a seguito dell'annessione del Veneto al Regno d'Italia, fu insignito del titolo di cavaliere dell'Ordine dei Santi Maurizio e Lazzaro per il suo sostegno alla causa unitaria e alla dinastia sabauda.

## Stemma
Lo stemma araldico della famiglia era partito di rosso e d'argento, con due leoni rampanti affrontati, rispettivamente smaltati d'oro e di rosso, di cui l'uno impugnante un ramo di palma verde e l'altro coronato d'oro: esso derivava dai blasoni delle precedenti famiglie detentrici dei feudi in seguito incamerati dai Fullini.

## Etimologia
L'etimologia del nome (nelle varie forme che esso ha assunto, dovute alla pronuncia veneta) rimanda alla follatura della lana, attività tipica dell'Alpago e specifica originariamente della famiglia Fullini, ed esso è anche il toponimo di una frazione del paese d'origine della famiglia.

## Dimore
- Palazzo Fullini (ora Zaia)[13], a Polcenigo
- Villa Fullini (ora Falin-Boccanegra)[14], a Pieve d'Alpago

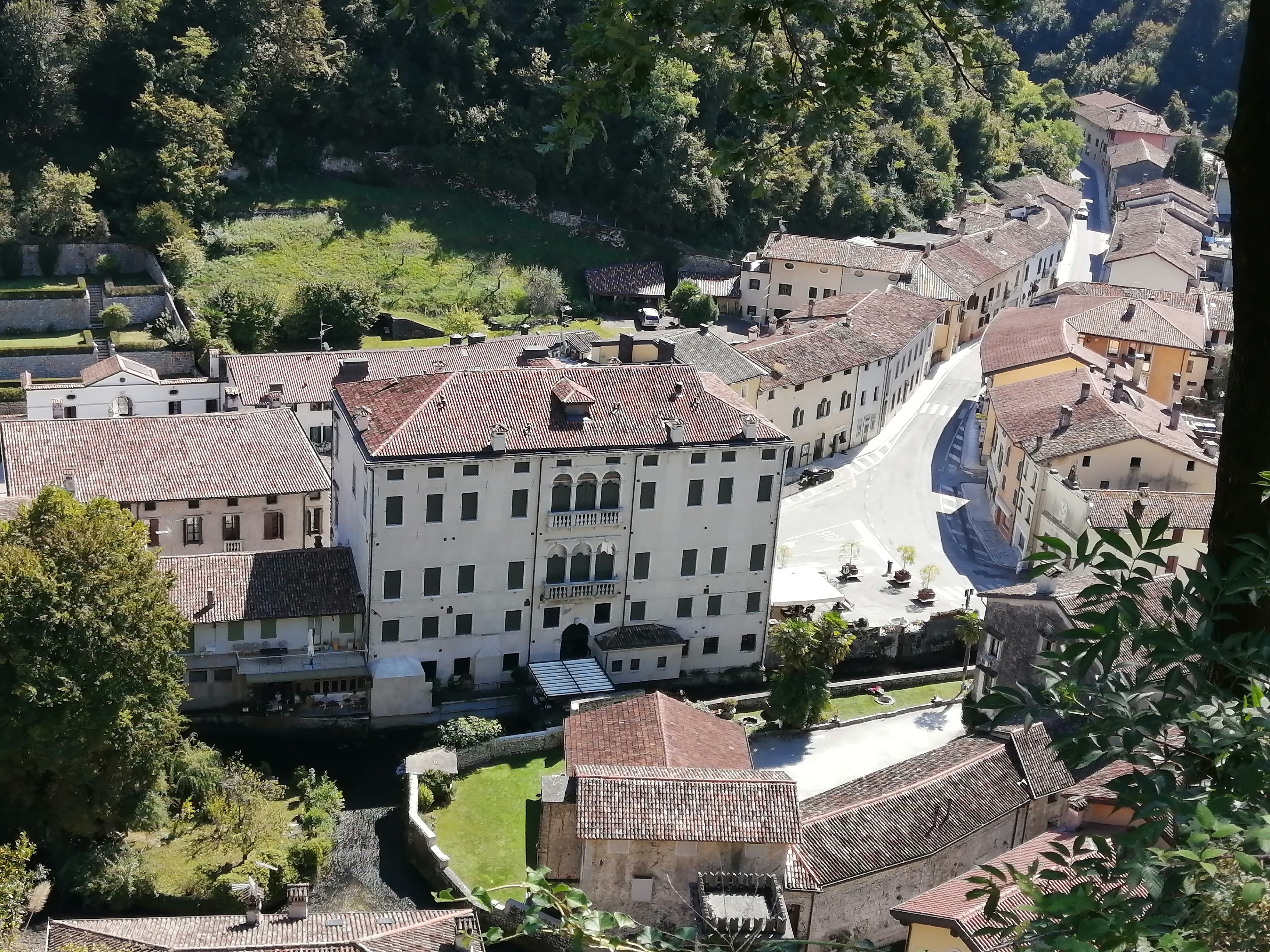
Veduta di Polcenigo con la facciata posteriore di Palazzo Fullini-Zaia
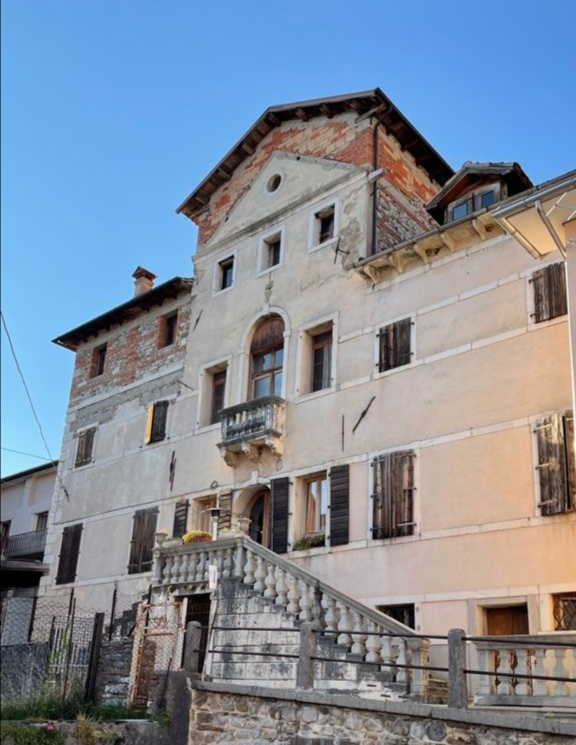
Villa Falin-Boccanegra (già Fullini) a Pieve d'Alpago
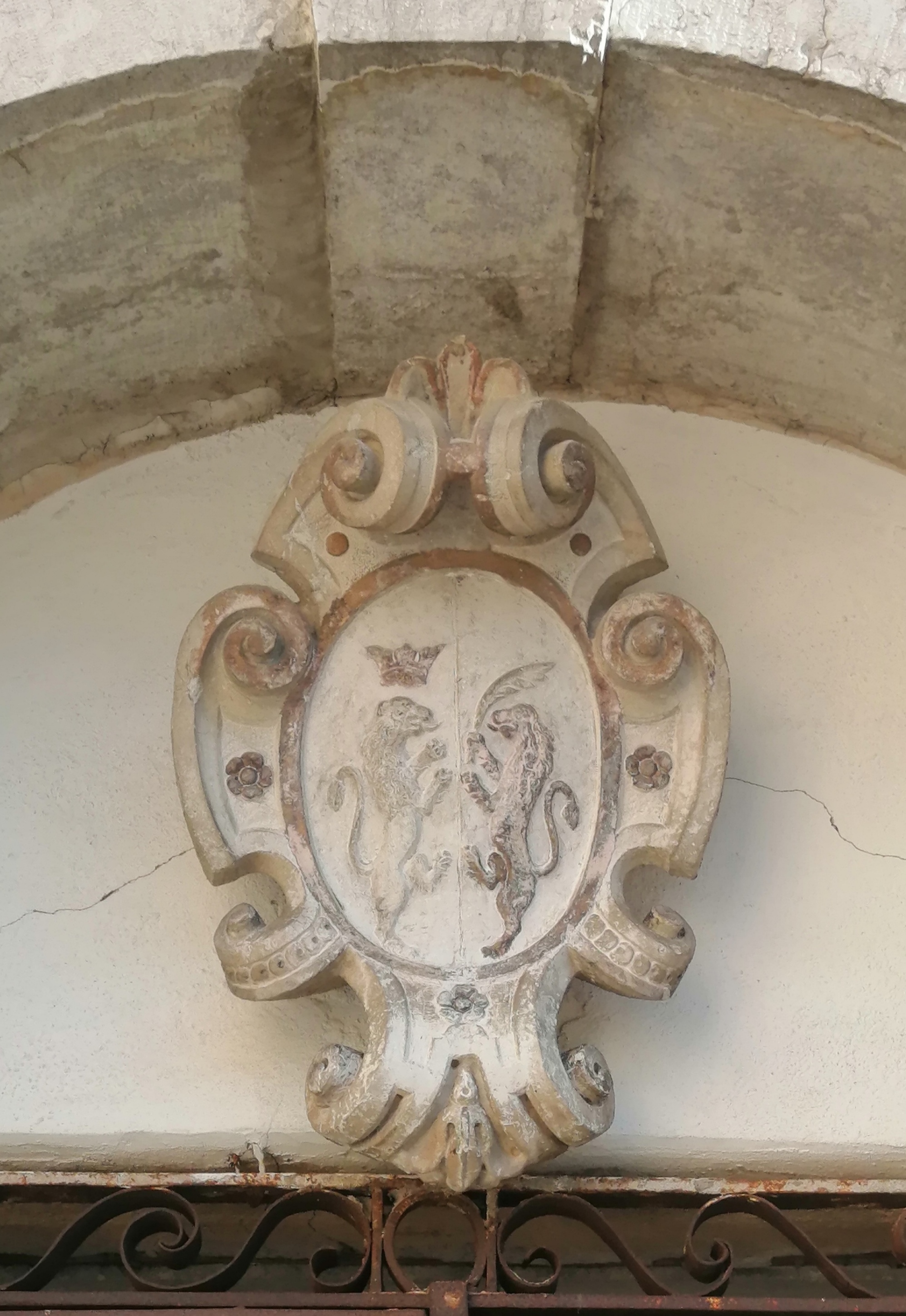
Stemma della famiglia Fullini (particolare di Villa Falin-Boccanegra a Pieve d'Alpago)
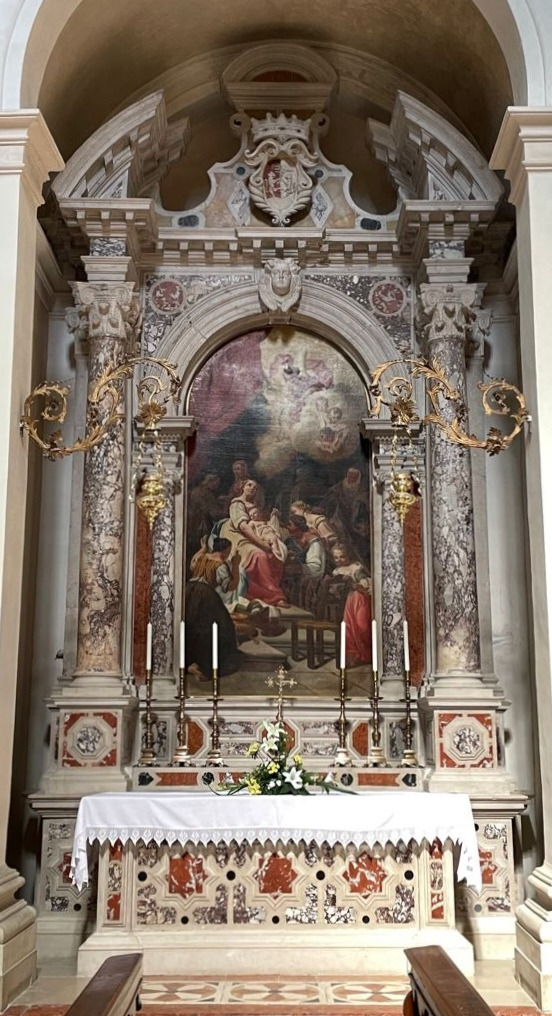
Altare di Sant'Anna nella Chiesa di San Giacomo a Polcenigo